# Пика, Антонио
Антонио Пика (исп. Antonio Pica; род. 21 марта 1933, Херес-де-ла-Фронтера, Вторая Испанская Республика — ум. 26 апреля 2014, Эль-Пуэрто-де-Санта-Мария, Испания) — испанский киноактёр.

## Биография
Антонио де ла Сантисима Тринидад Пика Серрано родился 21 марта 1933 в городе Херес-де-ла-Фронтера, в довоенной Испании. Его семья часто переезжала: в детстве будущий актёр жил в Лас-Пальмас, Севилье и Барселоне. После службы в испанской армии он отправился в Алжир, где проработал одиннадцать лет в нефтяной компании дайвером.
Актёрский дебют Антонио состоялся в 1964 году: в культовом вестерне «За пригоршню долларов» он сыграл эпизодическую роль одного из приспешников главного антагониста.
Умер 26 апреля 2014 года в Эль-Пуэрто-де-Санта-Мария в возрасте 83 лет; согласно завещанию, был кремирован. В Херес-де-ла-Фронтера, родном городе актёра, в честь него названа площадь.

## Фильмография
| Год  |   | Русское название                 | Оригинальное название              | Роль                                          |
| ---- | - | -------------------------------- | ---------------------------------- | --------------------------------------------- |
| 1964 | ф | За пригоршню долларов            | Per un pugno di dollari            | член банды Рамона Рохо                        |
| 1967 | ф | Человек, который убил Билли Кида | El hombre que mató a Billy el Niño | Марк Трэвис                                   |
| 1968 | ф | Двое мужчин, одна смерть         | Dos hombres van a morir            | шериф города Спрингфилд                       |
| 1968 | ф | Сатанинский                      | Satanik                            | Луис Ла Рош                                   |
| 1969 | ф | Смерть на высоком холме          | La morte sull'alta collina         | подручный генерала Валиенте                   |
| 1969 | ф | Отчаянные                        | Los deseperados                    | Сэм Пол                                       |
| 1970 | ф | Криворучка                       | Manos torpes                       | Тед, ковбой                                   |
| 1971 | ф | Лук Робина Гуда                  | L'arciere di fuoco                 | барон Рудольф фон Ваттенберг, немецкий рыцарь |
| 1971 | ф | Испанки в Париже                 | Españolas en París                 | н/д                                           |
| 1971 | ф | Мания величия                    | La Folie des grandeurs             | де Лос Мондес, великий герцог Испании         |
| 1972 | ф | Восстание мёртвых                | La rebelión de las muertas         | Хоукинс, сыщик Скотланд-Ярда                  |
| 1972 | ф | Путешествия с моей тётей         | Travels with My Aunt               | элегантный мужчина                            |
| 1973 | ф | Горбун из морга                  | El jorobado de la morgue           | инспектор полиции                             |
| 1975 | ф | Кольт из луковицы                | Cipolla Colt                       | Хэл Фостер                                    |